# Lilian Carp
Lilian Carp (n. 12 octombrie 1978, Zamciogi, raionul Strășeni, RSS Moldovenească, URSS) este un politician din Republica Moldova, care din noiembrie 2014 este deputat în Parlamentul Republicii Moldova. Este vicepreședinte al Partidului Acțiune și Solidaritate și președinte al Comisiei parlamentare securitate națională, apărare și ordine publică.  
La alegerile parlamentare din noiembrie 2014 din Republica Moldova a candidat la funcția de deputat de pe locul 10 în lista candidaților PL, obținând astfel mandatul de deputat în Parlamentul Republicii Moldova de legislatura a XX-a. A figurat și în listele electorale ale PL din aprilie 2009, iulie 2009 și noiembrie 2010.
Lilian Carp a fost profesor la Universitatea de Stat de Educație Fizică și Sport și consilier al primarului de Chișinău Dorin Chirtoacă.
Până la 9 decembrie 2014, a făcut parte și din Consiliul de Administrare al S.A. Apă-Canal, însă a fost exclus, împreună cu alți trei consilieri municipali.
A mai deținut funcțiile de președinte al Federației de Polo pe Apă din Republica Moldova și consilier în Consiliul Raional Strășeni.
Lilian Carp a fost membru al Partidului Liberal după care a devenit deputat al Partidului Acțiune și Solidaritate.